# ウラディミール・ホロヴィッツ
ウラディミール・サモイロヴィチ・ホロヴィッツ（Vladimir Samoilovich Horowitz、ヘブライ語: ולדימיר הורוביץ‎‎、1903年10月1日 – 1989年11月5日）は、ロシア帝国（現：ウクライナ）生まれのアメリカのクラシックピアニストである。
史上最も偉大なピアニストの一人とみなされており、その格別な技巧と音色、そしてホロヴィッツの演奏によって生み出される大衆の興奮で有名であった。
義父（妻の父）は名指揮者として知られるアルトゥーロ・トスカニーニ。

## 生涯

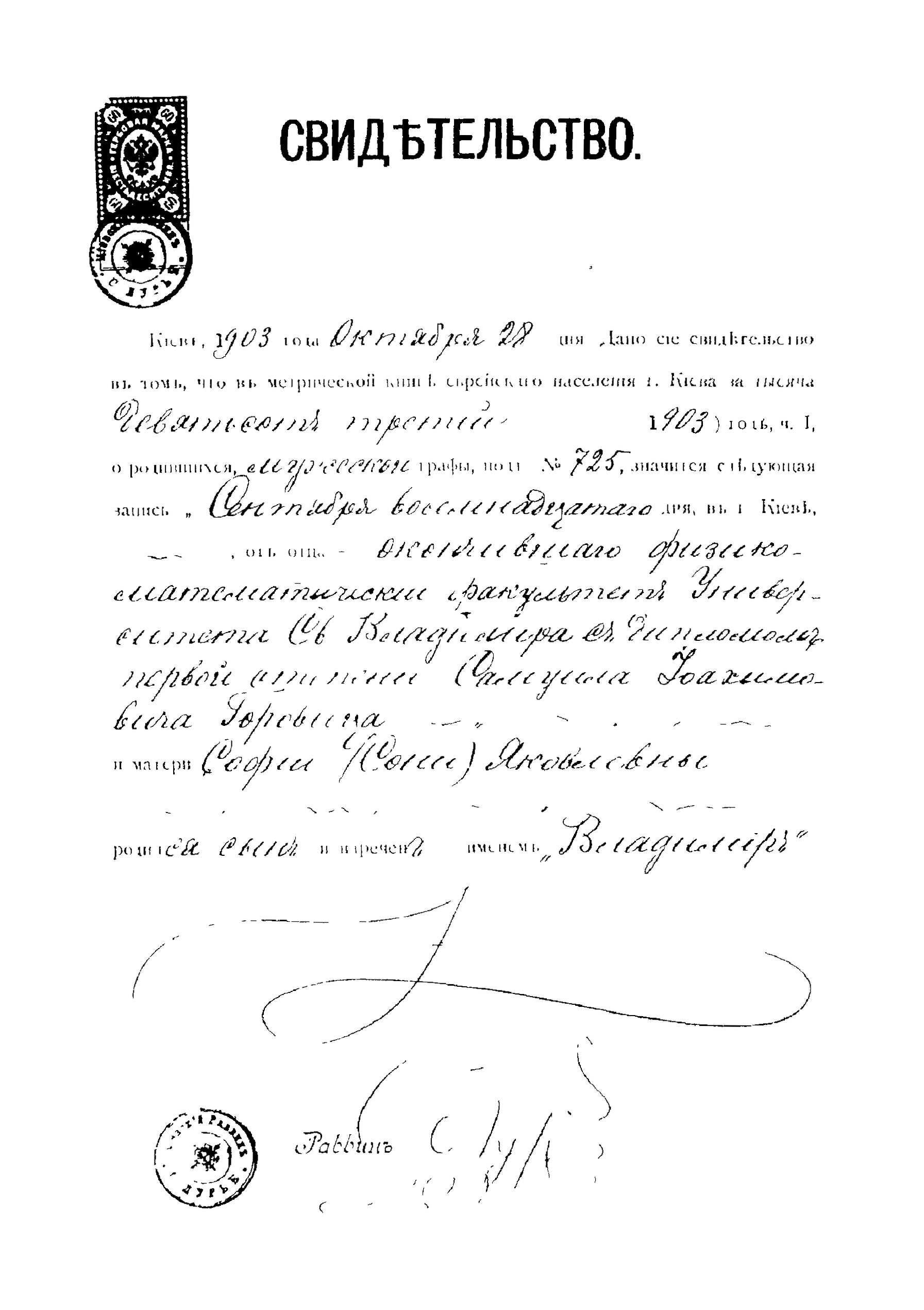
ウラディミール・ホロヴィッツの出生証明書

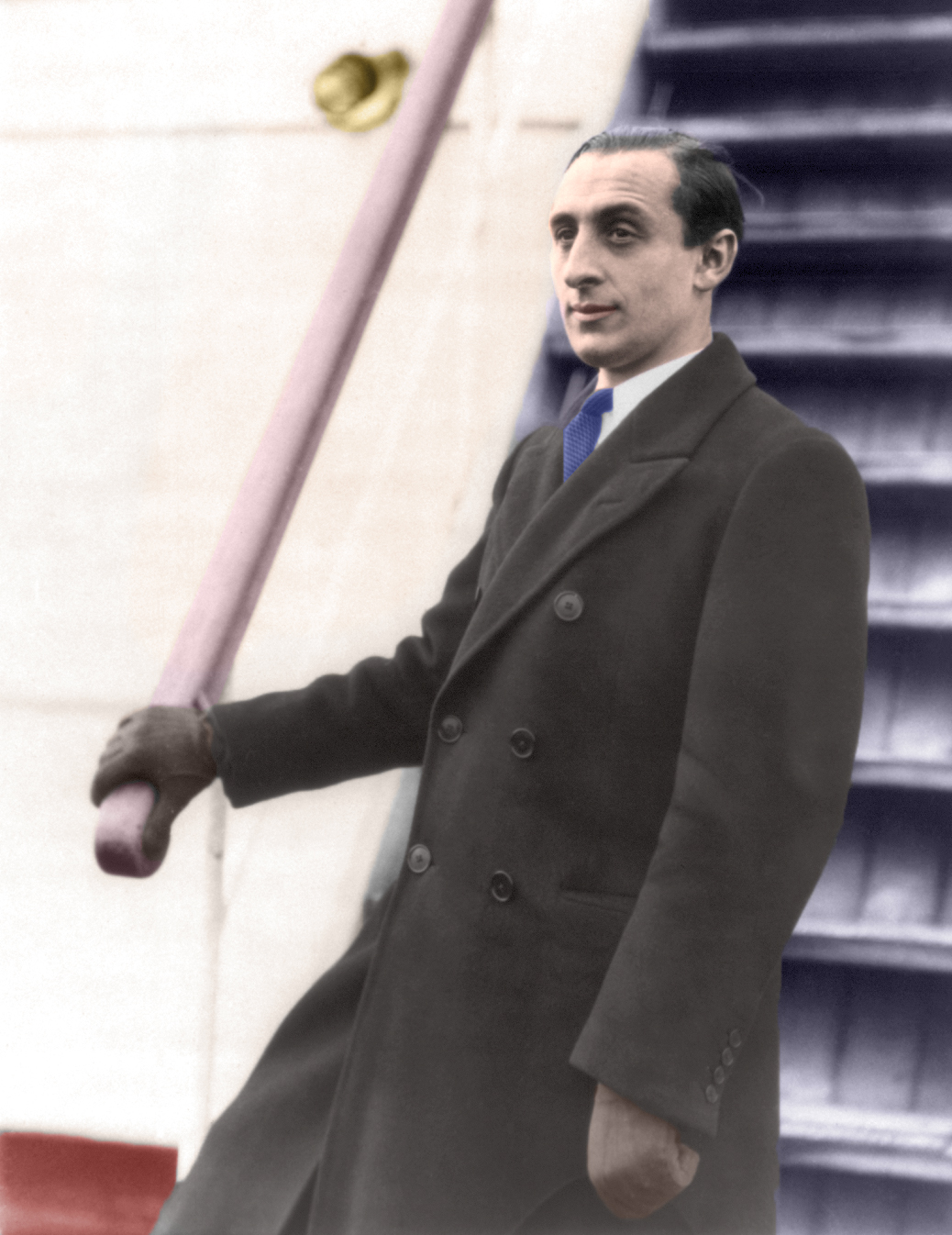
ホロヴィッツ（1931年・28歳）

ホロヴィッツは1903年10月1日キエフ（当時ロシア帝国）で生まれた。隣のジトーミル州の小都市ベルディーチウで生まれたとする説もあるが、出生証明書はキエフが出生地であることを明白に示している。1903年生まれであるが、軍隊で彼の手が傷つくことを恐れたユダヤ系の父は、徴兵から逃れられるように生まれ年を1年遅い1904年として申告した。そのため、1904年を生まれ年とする文献が散在するが、権威筋は1903年が彼の正しい生まれ年であるとしている。
幼少の頃よりアマチュアピアニストであった母から手ほどきを受け、1912年にキエフ音楽院に入学し、1919年に卒業。卒業時にはラフマニノフのピアノ協奏曲第3番を演奏している。翌1920年には、初のピアノ リサイタルを開催、ソ連において国内ツアーを開始し、しばしばヴァイオリニストのナタン・ミルシテインとも共演した。1926年には初の国外コンサートをベルリンで開催、このとき舞台名をロシア語名のGorovitzから西欧風のHorowitzに改めた。続いて、パリ、ロンドンで演奏を行った。
アメリカデビューは1928年。同じくアメリカデビューを飾ることになっていたトーマス・ビーチャムの指揮でチャイコフスキーのピアノ協奏曲第1番を演奏した。テンポの件で指揮者と意見が異なったまま演奏会が始まったが、聴衆の反応から第1楽章の途中で「このまま指揮者に従っていてはこの演奏会は失敗してしまう」と判断したホロヴィッツは次第にテンポを上げ、オーケストラをリードし始めた。最終楽章でのコーダは圧倒的な加速で弾ききり、同曲の演奏を終了した。演奏後割れんばかりの喝采を浴び、翌日の新聞では奇跡的なピアニストの登場が大々的に報じられた。
同年、アメリカでRCAと契約しレコーディングを開始した。世界恐慌の影響でRCAは企業成績が悪化し、契約下のアーティストのヨーロッパレコーディングをHMVに許可したため、最初期の録音の多くは現在EMIが保管している。リストのロ短調ソナタ、ラフマニノフのピアノ協奏曲第3番など、当時としては非常に珍しいレパートリーを録音しており、音質の限界はあるが、今なおこれらの曲の最高の演奏と評価する声も多い。
1932年、アルトゥーロ・トスカニーニとベートーヴェンのピアノ協奏曲第5番『皇帝』で初共演を果たした。後に、トスカニーニの娘ワンダと結婚している。1940年、米国に居を構え、1944年には市民権を獲得した。
健康上の理由などからしばしば公の活動から退くことがあった。中でも、1953年のアメリカデビュー25周年記念リサイタル後間もなく突然すべてのリサイタルをキャンセルすると、それから1965年まで12年もの間コンサートを行わなかった。12年ぶりのリサイタルは「ヒストリック・リターン」として知られ、ホロヴィッツ健在を世に知らしめた。1960年代から1970年代前半にかけてCBSにて意欲的に録音も行っており、この時期のショパン、シューマン、ラフマニノフ、スカルラッティなどのCDは、現在でも最高の名盤の一つに数えられている。
1970年代後半にRCAに戻った後は、ラフマニノフのピアノ協奏曲第3番、ピアノソナタ第2番、シューマンの『グランド・ソナタ』、リストのロ短調ソナタなどのライブ録音を残している。70歳に達していたにもかかわらず、感興に乗った時の演奏は大きな感動を呼び起こすもので、時には「悪魔的」とさえ形容されることがあるが、その一方で好不調の波が大きくなったのもこの頃からで、年齢から来る技巧の衰えを隠すためか不自然な強弱やテンポ変化などがしばしば指摘された。1982年にRCAとの契約を終えた頃、再び健康問題に悩まされ、当時のかかりつけの医師から大量の薬を処方されるようになった。1983年の初来日時には「ひび割れた骨董」と評されたが、伝記によれば処方薬の影響がかなり大きかったとされている。

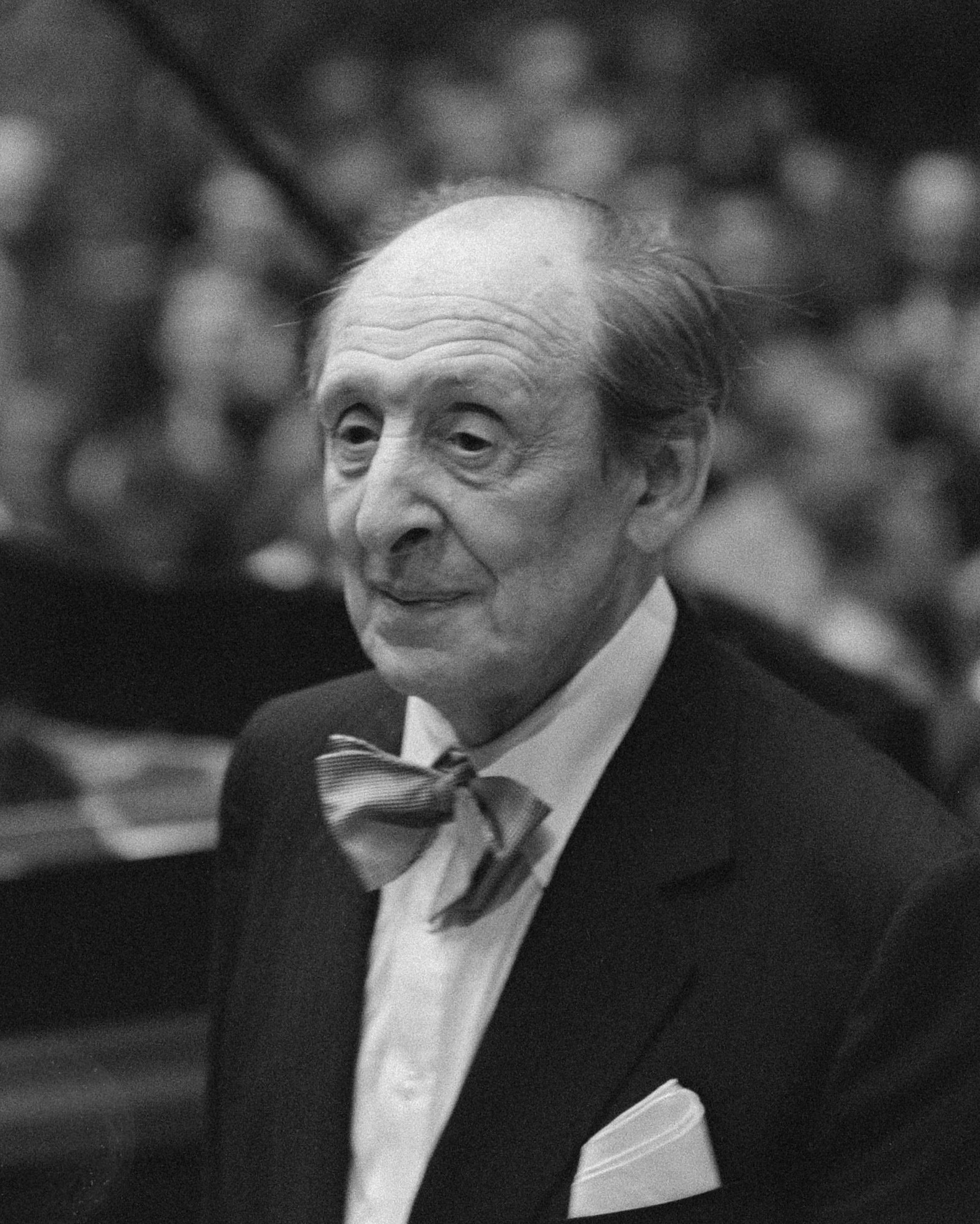
ホロヴィッツ（1986年・83歳）

1985年、ドイツ・グラモフォンと専属契約を結び再びレコーディング活動を始めた。この頃には、極度の技巧を要する曲に固執することをやめ、最弱音から最強音まで完璧にコントロールされたデュナーミクと、独特のタッチとペダリングを使い分けることによって生み出される色彩豊かなトーンで聴衆を魅了し続けた。爆音を鳴らすピアニストのように言われることが少なくないが、実際には、最弱音が弱音でありながらホールの一番後ろでも美しく聴こえることにこそホロヴィッツの特徴がある。CDでは実際の演奏の魅力を伝えきれないと言われるゆえんである。1986年には、およそ60年ぶりの祖国となるモスクワ、次いでベルリンでもコンサートを開き、絶賛された。その模様は今日CD等で発売されている。初来日時の不調を気に病み続けていたホロヴィッツはこの年日本を再訪した。
一般の聴衆だけでなく実演に接したほとんどの評論家やピアニストも「ホロヴィッツの音は独特であった」と口を揃えて証言しており、ピアノを歌わせるという事も彼に比肩しうるピアニストを見出すことは困難である。
結果的に最後のレコーディングとなった小品集のレコーディング（「ザ・ラストレコーディング」として発売）を終えた4日後の1989年11月5日、自宅で食事中に急逝、ミラノにある義父トスカニーニの霊廟に共に埋葬された。

## 主な受賞歴
- グラミー賞
  - 最優秀クラシック・アルバム賞6回

レーガン大統領より大統領自由勲章を授与されるホロヴィッツ

  - 最優秀クラシック・器楽（ソロ）部門賞14回
  - 最優秀クラシック・器楽（オーケストラ伴奏付）部門賞2回
  - 最優秀クラシック・器楽（ソロまたはオーケストラ伴奏付）部門賞3回
  - ライフ・タイム・アチーブメント賞
- レジオンドヌール勲章 フランス政府より 1985年
- イタリア共和国功労勲章 イタリア政府より 1985年
- 殊勲十字章　ドイツ政府より 1986年
- 大統領自由勲章 アメリカ政府より 1986年
- アメリカ国民芸術勲章 アメリカ政府より 1989年

## 主なレパートリー
ショパン、リスト、シューマン、ラフマニノフなどのロマン派の作品の演奏で最もよく知られているが、レパートリーは、スクリャービンなど近現代の作曲家、モーツァルト、ベートーヴェン、スカルラッティなど古典も含め、極めて多岐に渡る。また、クレメンティ、チェルニー、モシュコフスキといった一般的にマイナーな作曲家なども、主にリサイタルのアンコールプログラムに取り入れることが度々あった。また、ホロヴィッツがレパートリーとしたことにより、20世紀前半まではあまり演奏されることのなかった、スカルラッティやクレメンティの鍵盤作品に、再びスポットが当てられるようになった。
新しい曲に取り組む際には、交響曲からオペラ作品に至るまで、その作曲家の作品すべての楽譜に目を通していたという。彼の遺品の多くは死後、夫人のワンダ・トスカニーニ・ホロヴィッツによりイェール大学に寄贈されたが、その中には膨大な楽譜と、リストの自筆の手紙などの多数のコレクションが含まれていた。古典派もロマン派のような解釈で演奏したため、感性と技巧のみに頼って演奏していたように言われることがあるが、実際にはこのようにして作曲家の作曲技法の全体像をつかむことはもとより、作品が作曲された当時の作曲家の境遇や心境を理解しようとする努力を怠らなかった。コンサートに一度も取り上げたことのないラフマニノフのピアノ協奏曲2番や、メトネルのピアノ協奏曲3曲全て、アレンスキーのピアノ協奏曲1曲のみ、録音が残っていないショパンの作品もほとんどすべて暗譜していた。
1940～50年代にかけては同時代の作曲家の紹介にも努め、プロコフィエフのピアノソナタ第6・7・8番、カバレフスキーのピアノソナタ第2・3番のアメリカ初演、バーバーのピアノソナタの世界初演なども手掛けている。
協奏曲の録音は極めて少なく、コンサートに取り上げたレパートリーも非常に限られている。1920年代から30年代にかけてはブラームスのピアノ協奏曲第1番・2番、リストのピアノ協奏曲第1番・2番などもしばしば演奏会に取り上げたが、アメリカ移住後は、興行主や自身の代理人から大衆受けする作品の演奏を強く勧められ、チャイコフスキーのピアノ協奏曲第1番、ベートーヴェンのピアノ協奏曲第5番『皇帝』、後にホロヴィッツの代名詞ともなったラフマニノフのピアノ協奏曲第3番などに限られるようになった。中でも鮮烈なアメリカデビューを飾ったチャイコフスキーの協奏曲第1番と、作曲家自身がホロヴィッツの演奏を聴いた後ステージに駆け寄って「私よりうまくこの曲を演奏する」と感動を伝えたというラフマニノフのピアノ協奏曲第3番では、数種類の録音が残っており、ホロヴィッツならではの緊張感あふれる鮮鋭な演奏が魅力である。晩年にはモーツァルトのピアノ作品への傾倒を深め、数曲のピアノソナタに加えてピアノ協奏曲第23番を録音している。
1940年代から53年のコンサート活動引退までは、技巧的な曲を好むアメリカの聴衆を満足させるためもあり、自ら編曲したかなりアクロバティックな曲もしばしば演奏会に取り上げた。『カルメン変奏曲』『死の舞踏』『結婚行進曲による変奏曲』『星条旗よ永遠なれ』（第二次世界大戦中はアンコールでこの曲が演奏されるまで聴衆は帰らなかったと言われている）などが録音として残っている。リスト作曲・ホロヴィッツ編曲の『ハンガリー狂詩曲第2番』ではフリシュカ部の終りに向かって3段譜を鮮やかに弾きこなしつつ、圧倒的なクライマックスを作り上げている。一方、ムソルグスキー作曲の『展覧会の絵』の編曲は、ホロヴィッツがいかにピアノ技法を熟知していたかを示す顕著な例である。ピアニストとしては一流ではなかったムソルグスキーの原曲に作曲技法上の限界や無駄があると感じたホロヴィッツが、原曲の持つロシア的な性格を一層引き出しつつ、ピアノの持つ可能性を最大限に活かすことを目的として編曲したもので、録音された演奏から数名が楽譜起しを試みた結果、聴感上の難易度に比べ非常に効率的な編曲がなされていることが分かっている。

## ピアノ演奏技法

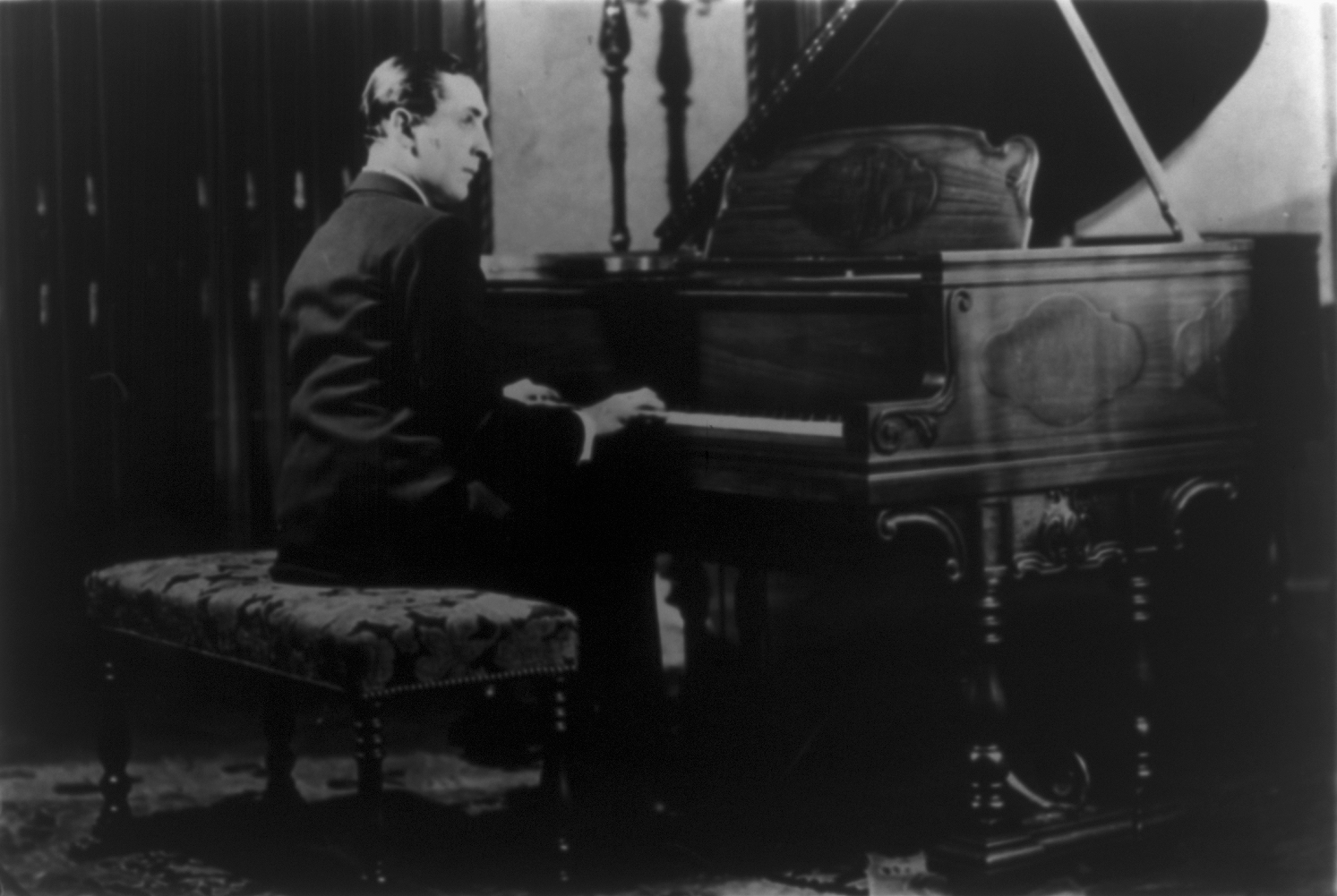
ピアノを演奏するホロヴィッツ

指を伸ばして演奏するスタイルは彼独特といわれる程多彩な音色を生み出すのに不可欠であり、これに加えて腕全体の使い方や体重のかけ方などを研究すると、他人には決して真似することができない奏法であるとはいえピアノを鳴らしきる目的に叶った奏法であることがうかがい知れる。また、打鍵が独特であるために、不必要にペダルを使用することなく音を明確に分けて響かせることができ、最弱音から最強音まで、無限に近いデュナーミクの幅を持たせつつ、決して和音が濁ることのない演奏が可能であった。
このような奏法により、粒立ちの揃った早いパッセージでの透明感や、圧倒的なスケールの轟音がもたらす緊張感などが生み出された。スカルラッティやショパン、シューマン、ラフマニノフ、スクリャービンらの作品の演奏は、一方では「ホロヴィッツの演奏は作品そのものではなくホロヴィッツを聴く演奏である」などと揶揄されることもあるが、やはり他には得がたい魅力を秘めており、高い評価に値する説得力がある。
最初セルゲイ・タルノフスキーに、次にフェリックス・ブルーメンフェルトに師事した。指を伸ばして弾く奏法は、日本の音楽学校で長年指導されてきたドイツ系に影響される多数派のピアノ奏法とは大きく異なっているが、コルトー、ペルルミュテールらが同様の奏法で演奏し、指導も行ったことからわかるように、ショパンの奏法を継承したフランスのピアニスト達の中には、この様な指を伸ばして弾く演奏スタイルが存在する。
多彩な打鍵方法を使い分けていたことも注目に値する。弱音では、鍵盤に手のひら全体が触れるほど指を伸ばし切った状態から指先を軽く曲げるだけの打鍵、手首を鍵盤より低い位置に置き指を折り曲げて鍵盤を引っ掻くような打鍵などが彼に特徴的な打鍵方法であった。逆に、強音では、指を立てて突き刺すような打鍵、手を高い位置から振り下ろす打鍵、手首を回転させ手刀打ちするような打鍵なども使っており、目的とする音色や音量に合わせてさまざまな打鍵を駆使していた。その中でも左右の小指はつねにバスとメロディーを明確に表現するなど、個々の指の音量の配分にも細かく配慮した演奏であった。
ホロヴィッツに師事したとされるピアニストは、バイロン・ジャニス、ゲイリー・グラフマン、ロナルド・トゥリーニなど数名しかいない（弟子として認めていたのはこの3名のみ）。これは彼の下で学ぶとその真似をしたいという圧倒的な誘惑に抵抗できなくなり若いピアニストが次第に自分の演奏スタイルを崩してしまうため、ホロヴィッツ自ら弟子を取ることに意欲的でなかったためとされている。一方、晩年には、ピアニストのマレイ・ペライアがしばしばホロヴィッツの自宅を訪れ、演奏上のヒントを彼から多く学んだと語っている。

## 私生活

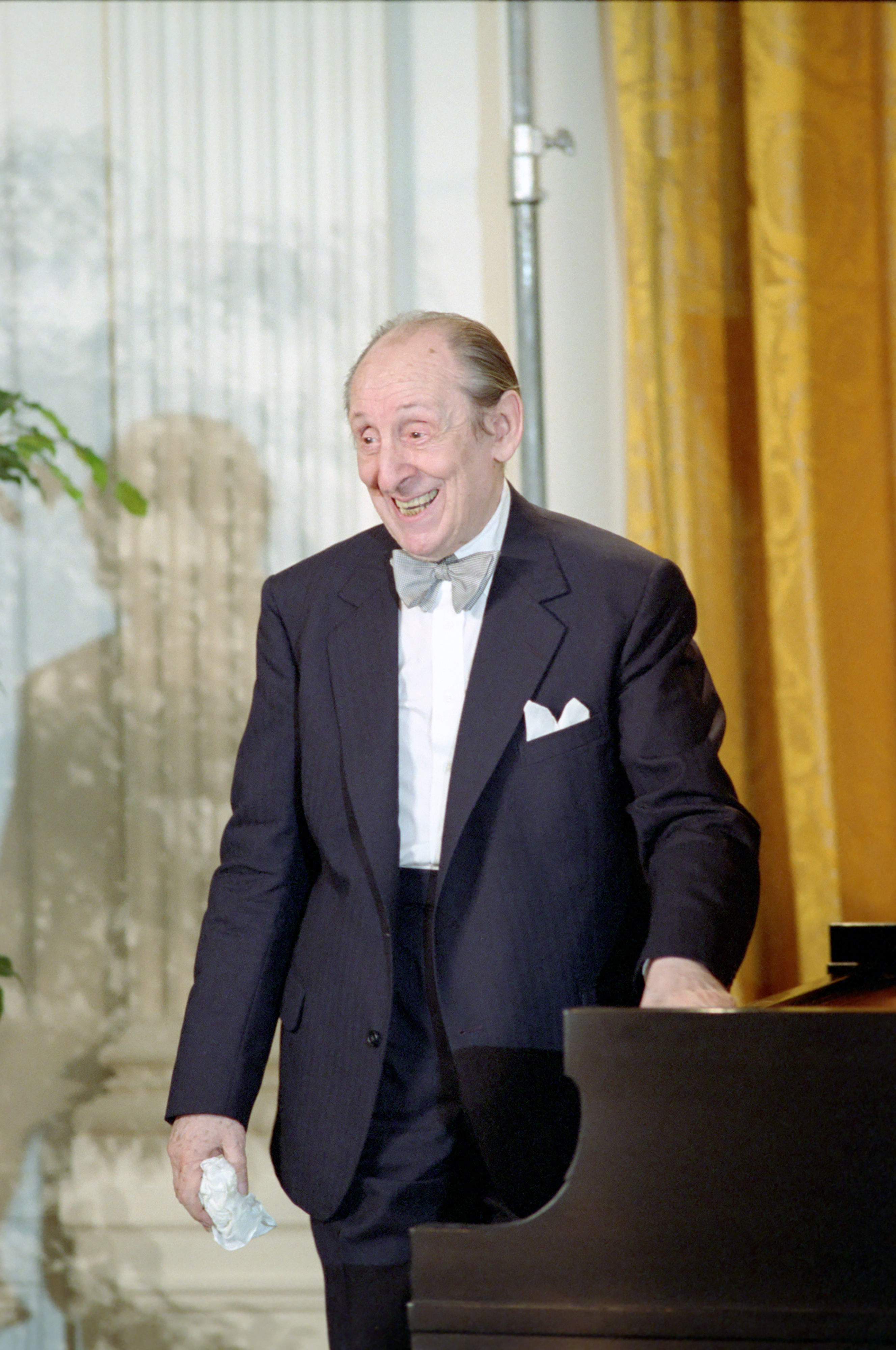
ホロヴィッツ、ホワイトハウスのイースト・ルームで。1986年。

1933年、ホロヴィッツは、アルトゥーロ・トスカニーニの娘、ワンダ・トスカニーニと民事婚を挙げた。ホロヴィッツはユダヤ教徒、ワンダはカトリックだったものの、両人ともに厳格な信徒ではなかったので宗教は問題にならなかった。上述の通り、ワンダはロシア語を話せず、またホロヴィッツもイタリア語をほとんど話せなかったので、彼らはフランス語で会話した。ホロヴィッツと妻ワンダは仲睦まじく、彼女はホロヴィッツが自身の演奏に対する批判を受け入れる数少ない人間であった。また、ワンダはホロヴィッツが重いうつ病に苛まれて外出しなかった時期にも彼に寄り添いつづけた。ホロヴィッツとワンダは、一人娘、ソニア・トスカニーニ・ホロヴィッツ（1934年 - 1975年）を授かっている。1957年、ソニアはバイク事故で重傷を負ったものの、即死は免れた。 1975年、ソニアは数ヶ月過ごしていたジュネーブで亡くなった。薬物の過剰摂取が直接の死因であったが、偶然によるものなのか自殺によるものだったかは明らかではない。
ホロヴィッツは結婚していたにもかかわらず、同性愛的な傾向についての噂は絶えなかった 。アルトゥール・ルービンシュタインはホロヴィッツについて、「誰もがみな、彼が同性愛者だと知っていた」と語っている。アメリカの作家・ピアニストのデイヴィッド・デュバルはホロヴィッツと過ごした数年について、当時すでに80代であった彼が性的能力を有している様子はなかったとしながらも、「ホロヴィッツが男性の肉体に強く惹かれていたことは疑いなく、彼は一生涯を通じて性的な欲求不満を抱え続けていたようだ」と記している。デュバルは、ホロヴィッツが自身の本能的な強い性的欲求を、彼の演奏の、猛然としてエロティックな暗流を通じて昇華している、と感じていた。ホロヴィッツ本人は同性愛者であることを否定していたものの、生前冗談として次のように語っている。
ピアニストには3種類しかいない。 ユダヤと同性愛者と下手糞だ。—
1955年までの5年間に渡ってホロヴィッツのアシスタントを務めたケネス・リーダムは、2013年9月付の『ニューヨーク・タイムズ』紙の記事で、ホロヴィッツと愛人関係にあったと主張した。「私たちは素晴らしい日々を過ごしました……彼は、控えめに言っても難しい性格でした。信じられないほどの怒りを抱えていました。食事を床や私の膝に投げつけられたことが何度もありました。テーブルクロスを手にとってテーブルから引き剥がすと、食卓の食べ物がみな全て飛んでいくんです。癇癪をよく起こしました。でも、それが終わると落ち着いて優しくなりました。とても優しく愛すべき人でした。彼はほんとうに私を慕っていました」。
1940年代、ホロヴィッツは自身の性的指向を変えようと精神科に通うようになった。1960年代、そして1970年代にまた、うつ病の治療のため電気けいれん療法を受けるようになった。
1982年、ホロヴィッツは、処方された抗うつ薬の服用を始めたが、記録によれば、彼は同時期に飲酒もおこなっていた。この間、彼の演奏は相当に衰え、1983年アメリカ合衆国と日本では記憶力低下と身体のコントロール不調に見舞われた。

## 来日
ホロヴィッツは日本の文化に興味を示していたようであり、自宅のリビングの壁一面には海北友雪の日本画『一の谷合戦図屏風』を飾っていた（DVD『ウラディミール・ホロヴィッツ～ザ・ラスト・ロマンティック』より）。1983年に初来日。NHKホールで2回コンサートをした。高校生8000円～S席50,000円（平均4万円）が即日売り切れとなり話題となった。このコンサートを取材したNHK番組では、プログラム前半終了時の休憩時間にインタビューを受けた音楽評論家の吉田秀和が「ひびの入った骨董品」と評し、ピアニスト神谷郁代は賛辞を述べるなど評価は分かれた。
吉田の批評に接したホロヴィッツは、長年その実演に接することを念願していた日本のファンを失望させたことと、自身の名誉を著しく傷付けたことを帰国後も気に病み続けたという。2度目の来日は、1986年にホロヴィッツ自身の希望もあり実現した。
この年、およそ60年ぶりとなる祖国モスクワでの演奏を成功させ、ベルリンでもその後伝説になったコンサートを行っている。82歳という高齢にもかかわらずヨーロッパでの演奏旅行の後訪日し、昭和女子大学人見記念講堂でコンサートを行った。この演奏会はホロヴィッツ本来の芸術性が発揮され、特にドメニコ・スカルラッティやシューマンの小品などでの美しい音色が際立つものであった。
スタインウェイ社はホロヴィッツの死後彼が愛用したピアノを世界中で公開した。日本でも、1983年の演奏で利用したスタインウェイが2007年1月に公開された。